# Salangane de Vanikoro
Aerodramus vanikorensis
Espèce
Statut de conservation UICN

 LC  : Préoccupation mineure
La Salangane de Vanikoro (Aerodramus vanikorensis, anciennement Collocalia vanikorensis) est une espèce de Salangane, oiseau de la famille des Apodidés.

## Répartition et sous-espèces
D'après le Congrès ornithologique international elle se répartit en douze sous-espèces (ordre phylogénique) :
- A. v. aenigma (Riley, 1918) — Célèbes, îles Banggai et Sula ;
- A. v. heinrichi (Stresemann, 1932) — Célèbes (sud) ;
- A. v. moluccarum (Stresemann, 1914) — Moluques ;
- A. v. waigeuensis (Stresemann & Paludan, 1932) — Moluques (nord) et îles Raja Ampat ;
- A. v. steini (Stresemann & Paludan, 1932) — Numfor et Biak ;
- A. v. yorki (Mathews, 1916) — îles Aru et Nouvelle-Guinée ;
- A. v. tagulae (Mayr, 1937) — îles d'Entrecasteaux, Louisiades, îles Trobriand et île Woodlark ;
- A. v. coultasi (Mayr, 1937) — îles Mussau et de Amirauté ;
- A. v. pallens (Salomonsen, 1983) — Nouvelle-Hanovre, Nouvelle-Irlande et Djaul ;
- A. v. lihirensis (Mayr, 1937) — îles au nord de la Nouvelle-Irlande ;
- A. v. lugubris (Salomonsen, 1983) — îles Salomon ;
- A. v. vanikorensis (Quoy & Gaimard, 1832) — Temotu et Vanuatu.

La Salangane grise (Aerodramus amelis) fut jadis considérée comme une sous-espèce de la Salangane de Vanikoro (A. vanikorensis).